# Episodi di Maniac Mansion (seconda stagione)
La seconda stagione della serie televisiva Maniac Mansion, composta da 22 episodi, è stata trasmessa per la prima volta negli Stati Uniti sul canale The Family Channel dal 4 settembre 1991 al 8 aprile 1992.
In Italia la serie è inedita.
| nº | Titolo originale                | Trasmissione originale |
| -- | ------------------------------- | ---------------------- |
| 1  | Luck Be a Lady This Season      | 4 settembre 1991       |
| 2  | The New Look                    | 11 settembre 1991      |
| 3  | Late Night Harry                | 18 settembre 1991      |
| 4  | Turner, the Rebellious Years    | 25 settembre 1991      |
| 5  | Man and Machine                 | 2 ottobre 1991         |
| 6  | Driving Ms. Idella              | 9 ottobre 1991         |
| 7  | Ugly Like Me                    | 16 ottobre 1991        |
| 8  | The Celebrity Visitor           | 23 ottobre 1991        |
| 9  | The Attack of Killer Keifer     | 30 ottobre 1991        |
| 10 | Lenny... One Amour Time: Part 1 | 6 novembre 1991        |
| 11 | Lenny... One Amour Time: Part 2 | 13 novembre 1991       |
| 12 | A Hateful of Brain              | 20 novembre 1991       |
| 13 | Buried by the Mob               | 27 novembre 1991       |
| 14 | Down and Out in Cedar Springs   | 18 dicembre 1991       |
| 15 | Misery Loves Company            | 12 febbraio 1992       |
| 16 | Ike's Got it Bad...Real Bad     | 19 febbraio 1992       |
| 17 | Turnerator Too                  | 26 febbraio 1992       |
| 18 | Baby Heat                       | 4 marzo 1992           |
| 19 | Streetcar Named Idella          | 18 marzo 1992          |
| 20 | Turner's Imaginary Friend       | 25 marzo 1992          |
| 21 | Idella's Breakdown              | 1º aprile 1992         |
| 22 | Sophisticated Lady              | 8 aprile 1992          |